# Metropolitan Opera

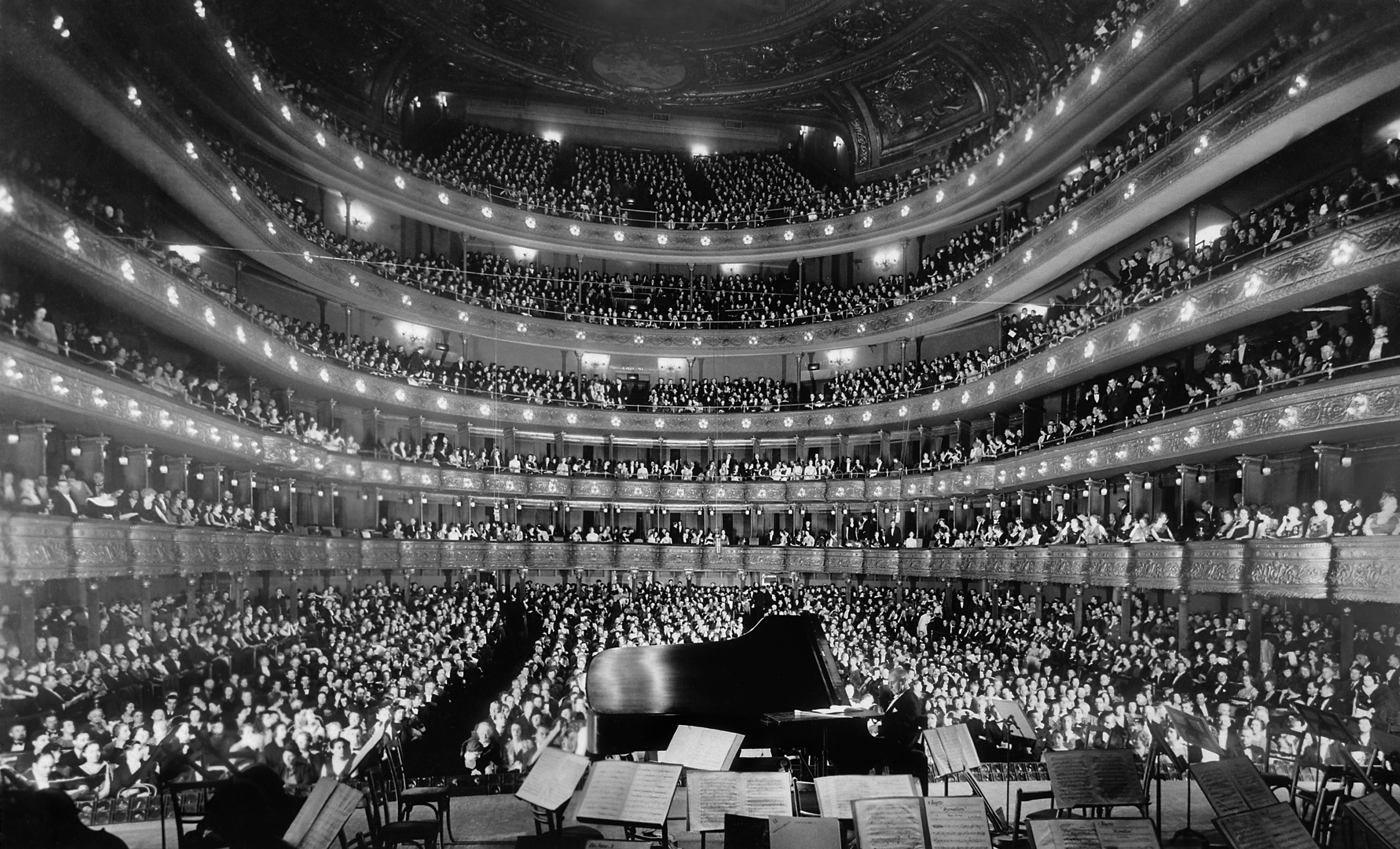
Het theater in 1937

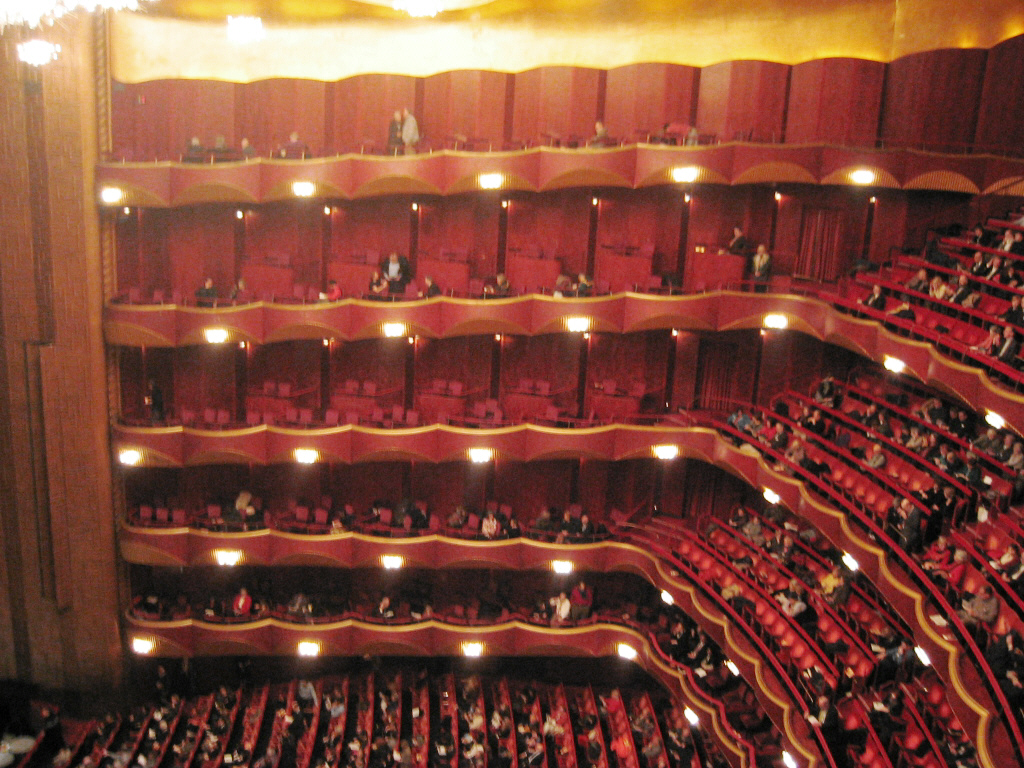
Auditorium van het Metropolitan Opera House

De Metropolitan Opera in New York, in de volksmond ook wel Met genoemd, is het belangrijkste operagezelschap van de Verenigde Staten, dat opereert vanuit het al even beroemde operagebouw met dezelfde naam.
Het originele gebouw van de Met werd gebouwd rond het einde van de negentiende eeuw en werd geopend op 22 oktober 1883. vanaf 1931 worden er ook voorstellingen uitgezonden via de radio.
Tot 1966 was het operagebouw gelegen op de kruising van Broadway en West 39th Street. Daarna is het verhuisd naar het Lincoln Center.